# 美国抗衰老医学科学院
美国抗衰老医学科学院（A4M）是一家在美国登记的501(c)(3)非营利组织，以纯医学教育认证业务为主。截至2015年，该组织已认证了55,000名成员。然而，美国医学专业委员会及美国医学会（AMA）等正规医疗机构并不认可该组织研究的抗衰老药物。除了认证从业人员外，该学院的活动还包括游说、公共教育和公共关系。A4M成立于1993年，由骨科医生罗伯特·戈德曼（Robert Goldman）和罗纳德·科莱兹（Ronald Klatz）创建。当前已有来自120多个国家的55,000名成员。该组织还是每年世界抗衰老医学大会等会议的赞助者。
该学院推荐的少数抗衰老方式，如运动锻炼和健康饮食，是受到该领域专家广泛赞同的；但医学界并未广泛认可其推荐的其他方式，如激素治疗等。大部分老龄化研究的科学家都声明与A4M划清界限，并批评该组织使用误导性的营销方式来销售昂贵且无效的产品。相对的，该学院认为自己符合科学，主张其观点均基于主流科学研究，并辩称这些观点挑战了当今的医学实践。A4M的创建者及其经销商均卷入了数起法律和专业纠纷中。
A4M的活动备受争议：2003年，一则科学界的评论指出，A4M推销抗衰老药物的活动，已对老龄化研究的公信力造成了严重威胁。根据MSNBC的报道，抗衰老的倡议者回应了这些批评，将其描述为美国政府控制下，以竞争商业利益为动机的审查阴谋论：特别指出了美国食品药物管理局（FDA）、AMA和主流媒体。该组织的活跃批评者，波士顿大学医学院的汤姆·珀尔斯认为，声称受到审查和压制是“抗衰老骗局”的共同主题。

## 信条
学会网站声称，A4M是“检测、预防、治疗衰老相关疾病的技术进步，推动研究产生延缓和优化人类衰老进程的的方法”。网站争辩称：“与正常衰老相关的能力丧失是由生理机能失调引起的，在许多病例中可以通过医学治疗改善”，并声称这种治疗可以延长正常人类的寿命。 更简单地说，根据纽约时报报道，其共同创始人和总裁 Ronald Klatz声称：“我们不是要优雅地变老，我们是要永不变老。”Klatz在2004年有如下言论被引用：

我们抗衰老运动的领导人将帮助开启一个人类新的现代纪元：不老的社会。对于衰老的启示，有一种疗法。这种疗法来得非常及时，将会拯救美国。这种疗法就是美国抗衰老医学科学院所代表的关于抗衰老医学的新科学。
A4M相信将一些干预手段组合起来，可以产生“抗衰老转换”。这些手段包括激素、抗氧化剂、生活方式调整和锻炼。2002年Klatz的一份报告强调了在维持老年健康方面被广泛推荐的许多干预手段，例如保持纤瘦、避免吸烟、规律锻炼、维持积极的社交生活和性生活、持续的思维刺激、避免压力、健康饮食、适度饮酒。这份报告还推荐服用抗氧化补充剂，以及避免喝自来水，称其“危险”，因为其被有毒化学物质污染。A4M争辩称这些干预手段的组合应用可以实现“现实的永生”，将人类寿命延长至超过150岁，还预言在3000年之前可以超过200岁。2006年，Klatz在一段文字中预言，这种寿命的戏剧性的增长将由诸如纳米技术、干细胞疗法等技术的浮现而产生，他声称这将“显现出对于所有——从中风到脊髓损伤——的普遍性的希望”。Klatz相信在未来实现这些技术发现之后，“人类将进化进入不老的社会，我们将具有无限的肉体与精神活力”。
2001年，Writing in the 2001 issue of the journal Generations, historian 特拉华大学的历史学家Carole Haber在为杂志Generations写的文章中声称，Klatz关于A4M的宏伟愿望与花言巧语，“反映了过去一种陈腐的观念和经常被表达的希望”，可与19世纪的生理学家Charles-Édouard Brown-Séquard、Serge Voronoff和Eugen Steinach进行比较。 Haber称这种观念现在的复苏可能是由于它们诉诸处于生育高峰的一代人，处在一种关注理想化的年轻的文化中。Haber还讨论了抗衰老运动哲学的强烈的连续性，写道：“对于Steinach和Voronoff，以及A4M的成员来说，年老是一种‘怪诞’的疾病，可以被科学地根除，通过激素、饮食和外科手术的正确组合”。

## 员工与会员
A4M的主席是Robert Goldman，总裁是Ronald Klatz。匹兹堡大学的Joseph Maroon为高级副总裁，宾夕法尼亚大学的Nicholas DiNubile 为副总裁。学会声称其在110个国家有超过26,000名会员，由内科医生、科学家、研究人员、健康从业者和公众成员组成。2007年，组织报告称其资产超过7百万美元。但是2006年一篇关于抗衰老医学的综述文章指出，对这一领域感兴趣的研究者，“绝大多数将自身与A4M剥离开”。《洛杉矶时报》称，“在生理层面研究人类衰老的许多内科医生、研究人员和科学家，都鄙视此学会的活动，称这个组织为科学与商业利益的不恰当的混合体”。

## 活动
A4M的主要活动是为抗衰老医学进行开拓、教育和辩护。它通过出版、网络活动和资助会议来活动，所资助的会议包括“世界抗衰老大会与博览会”和“年度世界抗衰老医学大会”。 A4M在2008年放出的新闻稿中称，“世界大会是无可争议的，全球性的国际工业领先者的汇集”，并引用了Klatz的话称，“我们的年度大会被看作是高等预防医学领域内科医生教育的黄金标准”。这些会议中的一部分是与一个叫做“世界抗衰老医学会”的组织合办，这是由几个国家的抗衰老组织组成的伞式群体，同样由Goldman领导。《洛杉矶时报》对2004年在拉斯维加斯举行的年度会议进行报道时称，这个大会呈现了一种混合体，既有“科学与技术的报告”、又有“除皱霜、生发剂、性功能提升药物和激素治疗”的展销。 在2008年一份关于世界年度大会的新闻稿中，A4M声称：
A4M的内科医生在进行衰老干预支持与生物医学研究的同时，也为百万消费者带来了衰老并非不可避免的认识。主要由于这种组合效应，抗衰老医学和再生生物医学技术在全球创造了968.9亿美元的产业。抗衰老年度大会将这种快速发展的势头打入全球创意、供应和解决方案市场，使得专业人士可以：与他们的同行交流最新的热门话题，寻找最新产品的来源，学习最新的升级与技术，以及超越他们的竞争对手。
在2005年一份关于抗衰老运动的综述文章中，A4M是“尝试使抗衰老被认可为一项医学专业”的最突出的组织之一。这篇文章指出，这些让抗衰老“正当化”的努力是有争议的，也被一些研究衰老的科学家们断然拒绝，他们反而将A4M描绘为“主要目的是弄钱的骗子”。 A4M对这一指控发起争论，其网站声称，“尽管A4M致力于传播多种医学疗法的信息，它并不推广或支持任何某种特别的疗法，也不销售或支持任何商业产品”。 实际上，根据Klatz的说法，“抗衰老医学”只能赚极少的钱。在2004年出版的一份抗衰老医学历史回顾中，西储大学的Robert Binstock承认了学会在商业利益上的立场，但也指出它“在其网站上积极招募和呈现大量广告，包括产品与服务（例如化妆品、替代医学与疗法）、抗衰老诊所，以及抗衰老内科医生与从业者”。 《泰晤士报》在2004年的报道中称，Klatz对于暗示其受金钱驱动的说法表达了愤慨，坚称：“我唯一卖的东西就是书……我的网站是非商业的，我们只是在推进科学”。《泰晤士报》继续指出了Klatz和Goldman与一个称作Market America的商业机构的合作关系，后者销售宣称能“延缓衰老过程”的产品。但是，根据2005年《芝加哥论坛报》的文章，这个公司之后退出了这份合同。
A4M的“抗衰老医学美国委员会”(ABAAM)声称，它将抗衰老医学作为一项专长来提供，并给加入A4M会议的人以教育方面的荣誉，但纽约时报称，美国医学专业委员会并不认可这一机构具备任何专业身份。 MSNBC 对这一事件评论指出，“根据美国医学协会或者美国医学专业委员会的意见，根本没有所谓的抗衰老专业”。 Robert Binstock在2004年发表在《老年医学专家》的一份综述文章中称，“尽管没有获得美国医学协会的认可，A4M已经建立了三个受其资助的委员会认证项目，提供给内科医生、脊椎推拿治疗师、牙医、自然疗法师、足病医生、药剂师、注册护士、狐狸从业者、营养师、饮食学家、运动教练、健身顾问，以及PhD”。

## 出版物
A4M正在出版一本名为《抗衰老医学新闻》的杂志，将其描述为“领先的抗衰老医学运动方面的企业对企业（B2B）交易出版物，美国抗衰老医学科学院官方杂志”。他们声称这一杂志获得过六项APEX奖，多数是最近在“会议与事件材料”分类下获得。 学会还将其抗衰老大会进程发表在一份名为《抗衰老疗法》的杂志上，此杂志是由Klatz和Goldman进行编辑。
《国际抗衰老医学期刊》（IJAAM）是A4M出版的另一本杂志。根据《生命扩展杂志》的说法，学会在1998年用这个名字替换了该杂志的原始名称《抗衰老医学期刊》，因为后一个名称已经用于另一个杂志之上。描述此出版物的预期范围时，引用了Klatz的话：“我们希望覆盖整个抗衰老医学领域的前沿，关注临床”。 2009年起，A4M在其网站上推荐这个出版物为跟踪抗衰老医学当前进展的好的渠道，声称它“报道最新的抗衰老发现”。根据乌尔里奇期刊指南，IJAAM在1998-2001年间由整体健康股份有限责任公司代表A4M出版。
《国际抗衰老医学期刊》的内容被强烈批评。在2002年《科学》杂志发表的一封来信中，Aubrey de Grey描述其是由一套“伪科学的抗衰老工业”的广告所组成。根据俄克拉荷马大学的Bruce Carnes的说法：
这个所谓的“期刊”特别具有误导性，因为它给人一种虚假的印象，以为它是一本真实的科学期刊、发表的文章经过同行评议。其实它只不过是各种可以想到的抗衰老产品的广告载体。
加州大学旧金山分校的Leonard Hayflick曾是《实验老年医学》的编辑，他写道：
《国际抗衰老医学期刊》不是一本公认的科学期刊。对这个“期刊”，有一个问题我认为应该谴责，那就是在其上面刊登广告的人随后就可以指着这本所谓的科学期刊声称他们那些离谱的主张有科学证据支持。
2009年，A4M声称其与这一期刊不再有联系，并称其在这一期刊中的股权已于1999年售出。 他们也为期刊内容中的科学质量进行辩护，称几乎所有的文章在发表前都要经过编辑委员会审核。凯斯西储大学的Robert Binstock在2004年称这一杂志是“没有审阅的出版物”。

## 对抗衰老产品的观点分歧
根据2002年《西雅图时报》的一篇文章，对于抗衰老产品有两种相反的观点。文章称，第一种观点的代表是科学家，他们将研究发现发表在科学期刊上，他们相信目前没有哪种干预手段可以延缓或阻止衰老。另一种观点所代表的人，他们的文章“证据较弱”，他们推广一系列声称具有抗衰老特性的产品。《商业周刊》在2006年发表了类似观点，称尽管抗衰老医学正越来越流行，只有“非常少的科学数据支持这些药剂可以延长生命的主张”。
作为第一种观点的例子，2004年在《生物技术趋势》上，新泽西州普林斯顿高级研究所的Leigh Turner的一篇综述写道，A4M推广的产品“没有可靠的科学基础”，而且“没有任何已证明的、在科学上确定的‘抗衰老’药物”。一篇2006年发表在《克利夫兰临床医学期刊》上的综述讨论了A4M与生命延长研究所作为抗衰老产品所推广的抗氧化剂与激素，得出结论：这些产品“对于延长寿命和提高身体功能，极少有效”。随这项研究所附的一篇评论中，Thomas Perls称尽管关于抗衰老产品有许多不公正的声明，还没有任何物质显示出具有停止或延缓衰老过程的效果。与之类似，美国国家健康研究所下属的国家衰老研究所在2009年发表了一份警告，反对进行宣称具有抗衰老效果的产品的商业活动，将其描述为“健康骗局”，称“没有治疗方法被证明可以延缓或反转衰老过程”。
A4M持有另一种观点，争辩称抗衰老医学是“以证据为基础的，临床方面健全的保健活动”，声称“只有那些经过独立评估证明其有效性的诊断与治疗元素，才能被A4M所接纳”。《西雅图时报》的文章引用Klatz的话称，他将怀疑抗衰老医学有效性的人描述为“相信大地是平的”的人，发表没有科学根据的不公正的批评。文章也指出Klatz“认为科学与医学权威想要打垮他”。 但他也被引述称：“我不是反对AMA（美国医学协会），也不是反对权威。我其实是支持权威，支持技术，支持以科学为基础的医学。但是改革者总是会比主流要领先30年，这就是抗衰老医学面临的情况。我们只是在曲线中处于领先地位”。

### 人类生长激素辩论
美国抗衰老医学科学院成形于1990年一项关于人类生长激素（hGH）的研究之后，该研究发表于《新英格兰医学期刊》。 这项研究是由威斯康星医学院Daniel Rudman及其同事进行的。Rudman给12位超过60岁的老年男性使用人类生长激素，6个月后，这些人与9名没有使用生长激素的男性相比，“瘦体重”（lean body mass）有所增加，而脂肪组织量降低。抗衰老运动成员将此结果解读为生长激素有助于延缓或反转衰老。《泌尿科学期刊》上的一篇综述文章指出，这种将生长激素当做抗衰老疗法来推广的想法，非常类似于19世纪晚期的生理学家Charles-Édouard Brown-Séquard从动物睾丸中制取据称可以恢复活力的激素产品，声称“注射它可以让你年轻30岁”。
《纽约时报》报道称，认为生长激素可以提高“健康、精力水平和幸福感”的思想是A4M的核心理念， Klatz在1998年一本名为《人类生长激素让你变年轻：神奇的经医学证实的逆转衰老方案》的书中声称，“‘青春泉’位于我们每个人的细胞中。你只需要释放它”。2005年《内分泌研究期刊》上的一篇综述文章称这类想法已经有久远的历史，但同时也指出“激素青春泉”的概念基本上就是个神话。不仅如此，Klatz还坚称生长激素逆转衰老是一个物理过程，还将生长激素描述成“第一个经过医学证明的抗衰老疗法”。 但是，MSNBC报道称，Daniel Rudman，1990年那篇激发了这一运动的研究作者，“对于人类生长激素的使用发表了很多澄清和警告，也从来没有建议将其用在延缓衰老方面。事实上，他对于他的研究被用来支持这一行业表示十分震惊，特别是因为大量使用生长激素会引发有害的副作用”。
《纽约时报》称那些不属于A4M的医学权威们质疑将生长激素用于抗衰老医学的安全性和有效性，并引用密歇根州立大学的Michael Fossell的话说：“激素疗法是又一个万灵丹专利药，被一群轻信的民众所信奉”。 2003年一篇发表于《医学年评》的综述文章指出，这种疗法的长期风险与收益都未曾确定，“其利与弊都没有被解释清楚”，并建议：“谨慎的内科医生不应该允许对正常的衰老过程使用生长激素”。
鉴于这篇1990年的文章引发的反应，以及它被人类生长激素抗衰老剂的拥护者频繁引用，2003年《新英格兰医学期刊》发表了两篇文章，强烈而明确地指出人类生长激素用作抗衰老药物缺乏医学与科学证据。一篇文章由期刊现任总编、医学博士Jeffrey M. Drazen撰写，题为“营养保健品的不适当的广告”。文章主要关注营养保健品的广告。另一篇文章由1990年时的总编、医学博士Mary Lee Vance撰写，题为“生长激素可以阻止衰老吗？”讨论了人类生长激素是否有足够的证据可以作为抗衰老剂的相关医学问题。
2007年《内科医学年报》发表了一篇关于将人类生长激素作为抗衰老治疗用于健康老年人的综述文章，结论称使用人类生长激素的风险显著高于收益，并指出这一疗法普遍具有软组织浮肿的副作用，以及没有发现任何证据证明激素可以延长寿命。ABC新闻采访了这篇论文的第一作者、斯坦福大学的Hau Liu，作者指出，这些人每年把几千美元花在一个益处没有被证明、还有很多副作用的治疗方法上面。 ABC新闻还报道称A4M对这篇文章的结论提出争议，并引用一份A4M的声明，该声明坚持称成年人补充生长激素是有益的，还将反对使用激素的观点描述为“凶残的过失行为”。
一些小规模研究指出，对于生长激素严重缺乏的成人，例如手术切除下垂体的人，使用低剂量的生长激素后身体组成会产生正面的改变，例如肌肉质量增加、脂肪质量降低、骨密度与肌肉强度增加。也提高了心血管相关参数（例如低密度脂蛋白下降）和生活质量，同时没有明显的副作用。将研究方法扩展到健康的老年人中，则是现在正在研究的领域，2000年《激素研究》上的一篇综述文章评论称，“显然，在生长激素替代品确定可用于老年人之前，还需要更多的研究。”，并指出“需要密切监视安全问题”。
2008年，《衰老临床干预》上的一篇综述文章也是关于这场围绕使用生长激素作为抗衰老药物的争论，文章提到了A4M在此问题上的观点，但也指出高水平的生长激素实际上可能会加快衰老。 国国家衰老研究院也表达了这一观点，其在2009年指出：
与其他激素一样，人类生长激素水平经常随着年龄增长而下降，但这种下降不一定是坏事。至少一项流行病学研究指出，人类生长激素水平高的人比激素水平地的人更易于在年轻时死亡。科研人员也研究了遗传失调的动物，它们的生长激素产生和分泌被抑制，发现在被测试的物种中，生长激素水平降低实际上会延长寿命。
《衰老临床干预》的综述文章还指出，尽管老年人激素水平降低可能会降低生活质量，这种变化可能会防止一些与年龄相关的疾病，文章引用了生长激素与癌症关系的研究证据。2008年在《临床内分泌学》上的综述文章也反映了这一观点，称癌症发生率增加的风险是反对将激素作为“长生不老药”用在健康成年人身上的一个重要理由。

## 法律争端

### 资质争端
这个学会的共同创办人包括Klatz和Goldman，均是整骨疗法医师，具有骨科医学博士学位。但是，根据《纽约时报》的报道，两人在1988年也从拉丁美洲国家伯利兹的一所大学里获得了医学博士学位，但文章指出他们从未在伯利兹进行过研究工作。 2009年，Klatz和Goldman声称上述学位需经过8年医学与外科培训和1年临床轮转。 《纽约时报》报道称伊利诺伊州医学登记委员会并不认可上述医学博士学位，并称委员会对二人使用医学博士称号一事进行了罚款。2004年，《泰晤士报》称Klatz和Goldman“同意为据称此二人在未‘正确注册’的情况下使用医学博士称号一事支付5000美元罚款”。 伊利诺伊州职业管理处的处罚纪录表明Klatz和Goldman“同意停止、结束使用‘医学博士’（M.D.）这一称呼，只使用合适的‘骨科医学博士’（D.O.）头衔，并罚款5000美元。两位医生确实获得过医学博士学位，但未曾在伊利诺伊州正确地注册，以使用‘医学博士’头衔”。2009年，Klatz和Goldman称，伊利诺伊州财政与职业管理部对他们二人做出决定：
“在伊利诺伊州注册为整骨医学内科与外科医生超过20年，具备资格，特允许他们在伊利诺伊州实践与施行等同于医学博士M.D.的所有职责”。
他们继续声称，他们具备“从一所被认可的医学院获得的有效的医学博士学位”。 2004年，历史学家Carole Haber记叙这一争端时指出：“正如之前的腺体医生（美国历史上一位著名的骗子医生约翰·布林克利）一样，A4M领导人的行为与资质遭遇了医学与法律团体的抨击”。

### 管理与侵权问题
《美国医学协会期刊》上的两篇文章称，将生长激素用于抗衰老产品是非法的。但是Klatz和Goldman争辩称这一应用合法。 美国司法部称生长激素是一种有潜在危险性的药品，除了经过批准后用于疾病或别的公认的医学症状的治疗以外，其他任何用途都是重罪，按照1990年“合成代谢类固醇控制法案”处罚。与之相似，美国食品药品管理局（FDA）在一封警告信中声称没有任何生长激素类产品批准用于抗衰老治疗，因此这类使用是非法的，“可处以5年以下有期徒刑”。2007年，《纽约时报》讨论了联邦与各州正在进行的人类生长激素与合成代谢类固醇的非法贸易调查，指出，“许多涉入指控的个人与公司，都与这个学会及其多年来组织的会议有牵连”。但是，文章指出学会没有被指控参与了这些调查中的任何不法行为，并引用Klatz和Goldman的话称，“他们基本上不了解这些嫌疑犯，及其生意的性质”。 2000年5月《洛杉矶时报》的一篇文章提出， 通过检查加利福尼亚州的医生处罚纪录发现，A4M在这个州的成员被处罚的数量比全国平均水平高出近十倍。 这篇文章中引用了Klatz的一段评论：
“如果你超越了前沿，你就会吸引来一些非常优秀的人，和一些……不那么优秀的人。我们遇到过这类情况，不得不去和这些人联系，问：‘你是否可以另换一个组织加入？’这是一个正在进行的过程，我觉得我们会吸引来越来越好的医生。”

### 维基百科
根据法院新闻服务网的报道，A4M的共同创办人Ronald Klatz和Robert Goldman正在纽约地方法院采取法律行动来反对在线百科全书网站维基百科，要求为声称的诽谤行为进行赔偿。

### 与Olshansky和Perls的争端
2004年A4M收到“银羊毛奖”，从而引发热烈争论。“银羊毛奖”由芝加哥伊利诺伊大学的生物人口学家S. Jay Olshansky发明，他讲其描述为“一次让公众了解抗衰老骗局的愉快尝试”。 这个“奖”由Olshansky发出，他声称在他看来，“由Ronald Klatz和Robert Goldman创造、市场美国公司在网上销售的一整套抗衰老物质”，制造了“无耻、夸大的，关于延缓或逆转人类衰老的声明”。南加州大学的人类学家Courtney Mykytyn在《生物衰老》期刊上撰文称这个奖可看作是Olshansky尝试保护他认为是“真实的”科学免受骗局的污染。Mykytyn称Olshansky是在“给A4M贴上欺诈的标签，指其负责人为奸商”。 作为回应，学会提出了诽谤诉讼，要求赔偿1亿5千万美元，Klatz称，“我们强烈反对Olshansky先生和他的策略，他最终迫使我们对多种违反职业道德和不恰当的行为提出诉讼”。 Klatz和Goldman将这一事件描述为“Olshansky和Perls发动的一场更大的污蔑战役的一部分，目的是败坏A4M及其创办者的名誉”。 《芝加哥论坛报》引用诽谤类法律方面的专家的话称，这一行为“几乎前所未闻，试图因为学者在其专业范围内所做出的评论而处罚学者”。CNN称Olshansky发起反诉，而“两方最终同意放弃诉讼”。 《芝加哥论坛报》称这一案件“协议终止，双方均不必支付赔偿金或对方的诉讼费”。
2002年，Olshansky、Hayflick和Carnes发表了一篇意见书，获得 51名科学家支持，其中声称，“目前市场上没有一种干预手段被证明可以延缓、终止或逆转人类衰老……做出这类声明的商人、内科医生和其他保健从业者是在利用消费者，因为消费者对于此类设计用来影响衰老过程与衰老相关疾病的干预手段，不能轻易辨别其广告与现实的区别，因而他们可以从中渔利”。A4M发表了一篇批评回应称这篇文章的陈述带有偏见。
2009年，匈牙利德布勒森大学的Imre Zs-Nagy在《老年学与老年病学档案》中发表了一篇评论，为A4M辩护，反对他所称之为“老年学当权人物”的人。这本期刊是由Zs-Nagy创办并自任主编。Zs-Nagy维护了A4M所提倡的疗法，并声称它们与他自己的一种理论上可行的“衰老的膜假说”相关。他将科学界与该学会的冲突描述为，学者们骗取政府资金、“个人获益”和“狡猾的欺诈”，对抗A4M“独立、开明的途径”。他将这场冲突称作“医学近代史上最大的丑闻”。